# Никола Стефановић
Никола-Пиња Стефановић (Шабац 1898 — Београд 1966) био је магистар фармације, спортски радник, веома заслужан за унапређења фудбала, лова и риболова у Подрињу и Србији. За време Првог светског рата интерниран у Мађарску. Један је од оснивача шабачке Мачве 1919, у којој је радио скоро пола века. Био је фудбалски судија, а од 1928, функционер Београдског фудбалског подзавеза, Новосадског фудбалског подсавеза, а после Ослобођења Фудбалског савеза Србије.
Због напредног става, често је хапшен пре Априлског рата 1941. и за време њега.
Добитник је многих признања. Фудбалски савез Србије је 1968. увео спомен-такмичење омладинских екипа са његовим именом.